# Philip Yorke, 1. hrabě z Hardwicke
Philip Yorke, 1. hrabě z Hardwicke (Philip Yorke, 1st Earl of Hardwicke, 1st Viscount Royston, 1st Baron Hardwicke) (1. prosince 1690, Dover, Anglie – 6. března 1764, Londýn, Anglie) byl britský právník a státník, zakladatel významné šlechtické rodiny Yorke. Od mládí zastával funkce v justiční sféře, v letech 1737–1756 byl lordem kancléřem. V roce 1754 získal titul hraběte z Hardwicke. Jeho čtyři synové dosáhli vysokého postavení v politice, justici, diplomacii, armádě a církvi.

## Kariéra
Pocházel z obchodnické rodiny z Doveru, byl synem právníka Philipa Yorke († 1721). Nedosáhl vysokoškolského vzdělání, ale jako samouk se díky přirozenému nadání dostal již v mládí k postům v justici, byl též vychovatelem v rodině 1. hraběte z Macclesfieldu. Od roku 1718 byl soudcem v Doveru, v letech 1719–1733 byl členem Dolní sněmovny, v roce 1720 byl povýšen do šlechtického stavu. Díky přízni hraběte z Macclesfieldu se dostal do okruhu přátel vévody z Newcastle, který jej pak doporučil do vysokých postů v justici. V letech 1720–1724 byl nejvyšším státním zástupcem (solicitor general) a v letech 1724–1734 právním zástupcem koruny (attorney general).
Když byl v roce 1725 hrabě z Macclesfieldu odvolán ze svých funkcí a obviněn z korupce, Philip Yorke se nerozpakoval stát u zrodu jeho obžaloby a nadále se přidržel stabilnější přízně rodu Pelhamů. V letech 1733–1737 byl lordem nejvyšším sudím vrchního civilního soudu, od roku 1733 byl též členem Tajné rady, zároveň byl povýšen na barona a povolán do Sněmovny lordů. Předseda Sněmovny lordů 1734–1736, lord kancléř 1737–1756. Jeho politický vliv v té době vzrostl mimo jiné tím, že tehdejší ministr vnitra vévoda z Newcastle převedl některé své úkoly na úřad kancléře. Vynikl též jednáním mezi jednotlivými frakcemi whigů (Robert Walpole proti Pelhamům), v roce 1746 předsedal soudu nad předáky jakobitské vzpoury, v době nepřítomnosti Jiřího II. byl též několikrát členem místodržitelského sboru. V roce 1754 povýšen na hraběte z Hardwicke (titul mu zajistil vévoda z Newcastle po svém nástupu na post premiéra). V průběhu sedmileté války pak Hardwicke pomáhal úspěšně řešit vládní krize. Ačkoli nepatřil k předním státníkům, udržoval si dlouhodobě velký vliv a vynikl především jako skvělý právník. Získal čestný doktorát v Cambridge, dále byl členem Královské společnosti a kurátorem Britského muzea.

## Manželství a potomstvo
Jeho manželkou byla Margaret Cocks (1696–1761), neteř lorda kancléře Johna Somerse. Z jejich manželství pocházelo pět synů a dvě dcery. Nejstarší syn Philip (1720–1790) byl dědicem titulů, druhorozený Charles (1722–1770) zastával vysoké funkce v justici, třetí Joseph (1724–1792) byl generálem a diplomatem, čtvrtý syn John (1728–1801) byl dlouholetým členem Dolní sněmovny a zastával nižší funkce na ministerstvu obchodu a na admiralitě, nejmladší James (1730–1808) byl biskupem v Ely. Dcera Elizabeth (1725–1760) byla manželkou admirála Georga Ansona.